# Emssee
Das Naturschutzgebiet Emssee ist ein Gebiet mit einer Größe von 20,01 ha in Rietberg im Kreis Gütersloh. Es wird mit der Nummer GT-019 geführt.
Es wurde 1981 als Kleinwasserbiotop und als Durchzugs- und Brutgebiet für Vögel ausgewiesen. Das Gebiet ist teils in privatem, teils in öffentlichem Besitz und darf nicht betreten werden.

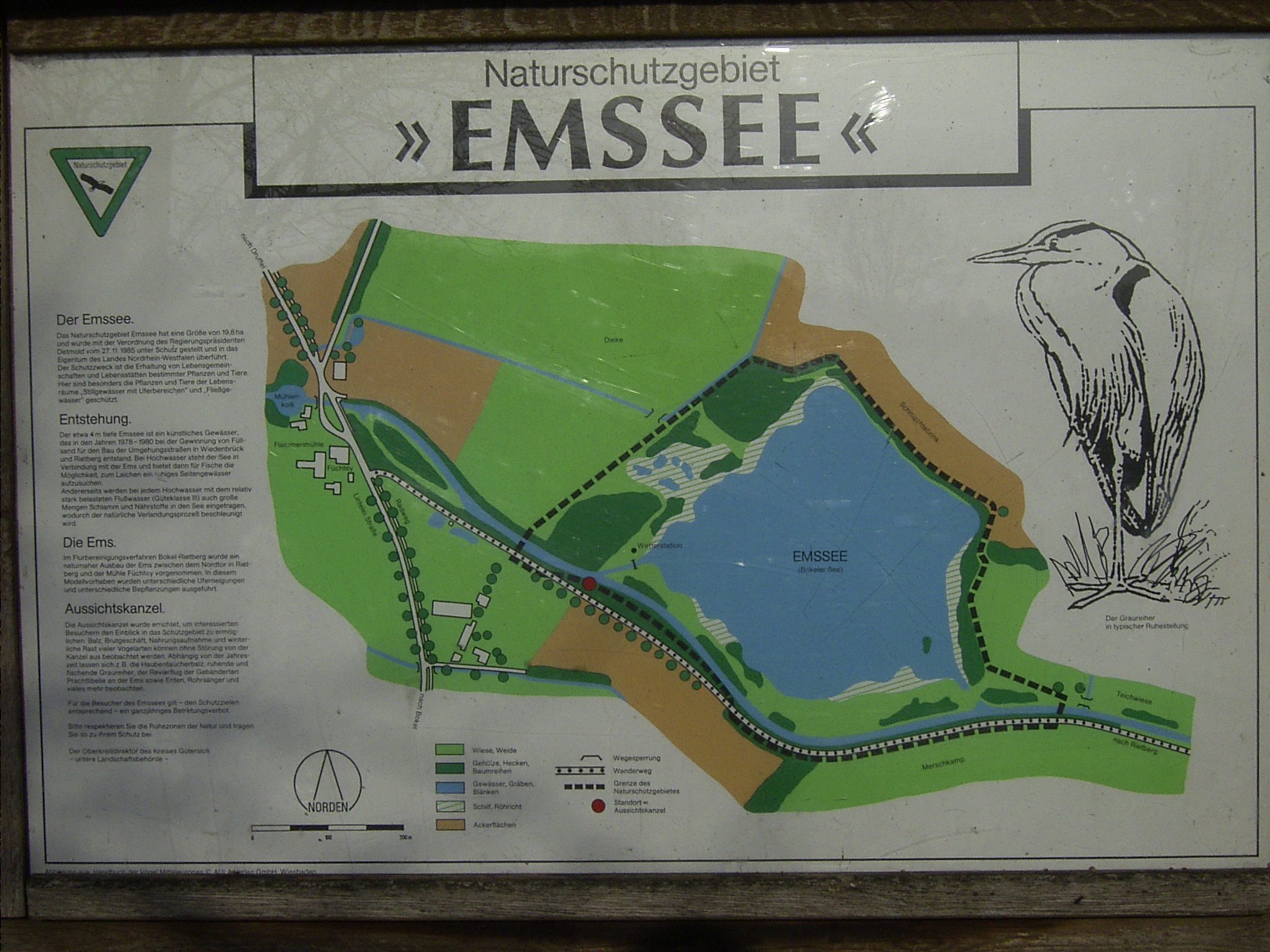
Hinweistafel am Emssee
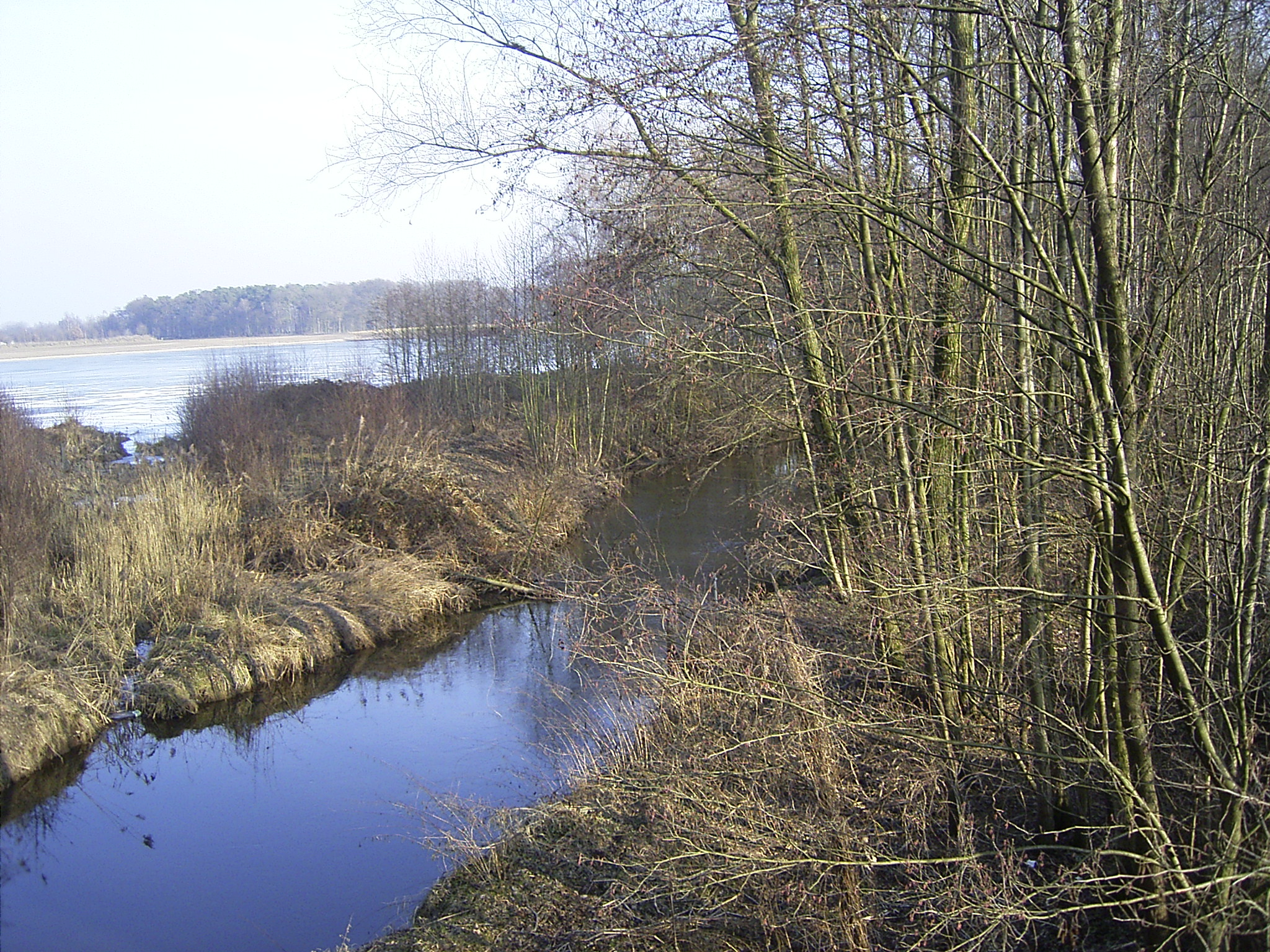
Die Ems mit dem Emssee im Hintergrund